# Jacques Le Gris
Jacques Le Gris (Normandia, 1330 circa – Parigi, 29 dicembre 1386) è stato un cavaliere medievale francese noto per essere stato sfidato al duello di Dio, autorizzato dal Parlamento di Parigi, a seguito dell'accusa di stupro da parte di Marguerite de Thibouville, moglie del vicino e rivale Sir Jean de Carrouges.
Carrouges portò avanti un procedimento legale contro Le Gris, prima che Re Carlo VI, dopo aver ascoltato le prove, autorizzasse un combattimento per risolvere la questione. Il duello attirò migliaia di spettatori e diede origine alle discussioni di molti e noti scrittori francesi, dal contemporaneo Jean Froissart a Voltaire.
Descritto come un personaggio alto e fisicamente imponente con una reputazione di donnaiolo, Le Gris era un feudatario del conte Pietro d'Alençon e un favorito alla sua corte, che governava una vasta parte del territorio del suo signore oltre alle sue proprietà ancestrali. L'insistenza di Le Gris a difendere il suo caso con il cavalleresco duello di Dio piuttosto che optare per il processo più sicuro della chiesa (al quale come chierico degli ordini minori avrebbe avuto diritto) attirò un ampio sostegno alla sua causa tra la nobiltà francese, e la polemica continua fino ad oggi su dove si trovi la vera colpevolezza.

## Biografia
Nacque intorno al 1330, figlio di uno scudiero normanno, Guillaume Le Gris. Insolitamente per l'epoca, compì un percorso di istruzione, prendendo gli ordini minori come chierico ed era in grado di leggere abbastanza bene per officiare la messa. Come suo padre, fu prima un soldato, poi scudiero al servizio del Conte di Perche, un ruolo in cui eccelse. Partecipò anche a diverse campagne militari minori in Normandia nell'entourage di Roberto d'Alençon. Nel 1370 il suo lungo servizio fu ricompensato quando gli fu dato il comando di uno dei castelli del suo signore nel villaggio di Exmes. Durante la sua carriera, divenne amico di Jean de Carrouges, un altro scudiero al servizio del conte. Carrouges e Le Gris erano così amici che nel 1377, lo stesso anno della morte del conte, De Gris fece da padrino al figlio maggiore di Carrouges, un ruolo di grande responsabilità e fiducia.
Con l'arrivo del fratello del conte Roberto, Pietro II d'Alençon come nuovo conte, l'amicizia tra i due scudieri divenne tesa. Le Gris era un uomo abile, amabile e intelligente e divenne presto uno dei favoriti del nuovo Conte. Quando il conte Pietro trasferì la sua corte ad Argentan, Le Gris gli prestò 3.000 livre e, in premio, fu confermato come signore di Exmes e gli fu assegnata una proprietà preziosa a Aunou-le-Faucon. Mentre Le Gris acquisiva sempre maggiore stima da parte del suo signore, Carrouges veniva spesso trascurato, con il risultato di un deterioramento della loro amicizia che peggiorò a seguito della morte della moglie e del figlio di Carrouges nel 1380.
Poco dopo la morte della sua famiglia, Carrouges partì per una campagna in Alta Normandia, mentre Le Gris - grazie alla sua alfabetizzazione e all'abilità militare - divenne sempre più importante nella corte del conte Pietro, viaggiando con il conte quando andava a Parigi per affari. Nel corso di uno di questi viaggi, il conte presentò Le Gris alla corte reale e ciò fu determinante per fargli ottenere una posizione all'interno della famiglia del Re, Carlo VI.

### Difficoltà legali
Nel 1381, Le Gris e Carrouges si impegnarono in una discussione pubblica sul dominio di Aunou-le-Faucon. Carrouges era tornato dalle guerre con una nuova sposa, Marguerite de Thibouville, figlia di un controverso scudiero normanno che fino a poco tempo prima aveva posseduto Aunou. Sebbene le terre fossero state legalmente acquistate dal conte Pietro, nel 1377 per 8.000 livre, Carrouges le considerò come parte della sua dote e portò il conte Pietro in tribunale perché gli fossero restituite. Il conte Pietro fu costretto a rendere visita a suo cugino il re per ottenere l'approvazione reale per il suo acquisto e conseguentemente rendendo furioso Carrouges. Il risultato finale fu che Carrouges rimase isolato dalla corte e sottoposto a tre anni di lotte legali per la proprietà della terra con il conte Pietro, che gli negò l'acquisto o l'eredità di diverse proprietà. Le Gris fu pesantemente coinvolto in queste dispute legali sia come signore di Aunou-le-Faucon sia come consigliere del conte. Divenne così un bersaglio di Carrouges, che lo accusò di orchestrare le azioni legali contro di lui.
Un riavvicinamento tra i due fu raggiunto nell'inverno del 1384, quando Carrouges e Le Gris furono entrambi invitati nella tenuta di un amico comune, Jean Crespin, per celebrare la nascita di suo figlio. Per la prima volta, Carrouges portò la moglie Marguerite in società e fu a questa festa che fece la sua prima conoscenza con Le Gris. Nonostante la tensione tra loro, Carrouges e Le Gris si strinsero la mano e bevvero insieme, mettendo il loro litigio alle spalle davanti ai loro coetanei e vicini. Alcuni mesi dopo Jean de Carrouges partì per una campagna in Scozia e Le Gris ne approfittò per aumentare la sua influenza sul conte, ottenendo sostanziali guadagni finanziari e territoriali in assenza del suo rivale. Carrouges tornò un anno dopo, ora cavaliere ma in bancarotta, malato e sofferente all'indomani di una lunga e infruttuosa campagna. Quando Carrouges apparve ad Argentan nel gennaio del 1386 fu coinvolto in uno scontro con il suo ex amico. Anche se non si sa cosa si fossero detti, i due uomini si lasciarono in pessimi rapporti e Carrouges partì per Parigi in uno stato di agitazione.

## Processo per lo stupro
Alcune settimane dopo il loro incontro, giunse a Le Gris notizia delle accuse formulate contro di lui da Carrouges e da sua moglie. Non si saprà mai su quale basi queste accuse vennero formulate, ma Carrouges affermò che il 18 gennaio 1386, mentre egli era ancora a Parigi, Le Gris era entrato nel castello della madre di Carrouges, Nicole, e lì aveva stuprato Marguerite. Secondo la testimonianza di Marguerite de Carrouges, uno scudiero di Le Gris, chiamato Adam Louvel, aveva bussato alla porta del castello e aveva chiesto di entrare. Tutti i domestici erano con Dame Nicole de Carrouges, che stava visitando una città vicina per affari legali, e così Marguerite era sola quando Louvel bussò alla porta. Una volta all'interno, Louvel diede a Marguerite un messaggio dicendole che Le Gris era fuori e desiderava vederla perché era appassionatamente innamorato di lei. Anche se Marguerite protestò, Le Gris irruppe in casa e le offrì denaro in cambio di amore. Quando Marguerite rifiutò, Le Gris tentò di prenderla con la forza e la violentò sul letto nella sua stanza con l'aiuto di Louvel. Mentre Le Gris se ne andava, la minacciò di violenza se avesse raccontato dell'incontro.
Le accuse furono portate dalla fazione dei Carrouges contro Le Gris alla corte del conte Pietro, ma Carrouges e sua moglie si rifiutarono di partecipare all'udienza, convinti di ricevere un trattamento ingiusto da parte del conte. Il conte Pietro appoggiò il suo favorito nel processo, liberando Le Gris e accusando Marguerite di aver inventato o "sognato" le accuse. Imperterrito, Carrouges visitò poi la corte di re Carlo VI al Castello di Vincennes e fece appello al re per il diritto di sfidare Le Gris a un duello di Dio per consentire la decisione del caso. Il re deferì il caso al Parlamento di Parigi, dove entrambi i ricorrenti avrebbero dovuto comparire il 9 Luglio.
Informato della decisione del re, Le Gris contattò Jean Le Coq, considerato il miglior avvocato del tempo in Francia. Le Coq tenne note meticolose di tutto il processo, ed è attraverso i suoi scritti che molti dei fatti del caso sono noti. Le Coq inoltre commentò i suoi sospetti sul suo cliente, le cui affermazioni di innocenza egli considerava false. Le Gris fu sollecitato dalla sua famiglia e dal suo avvocato a insistere per essere processato in un tribunale ecclesiastico, che come chierico con ordini minori era suo diritto. Ciò gli avrebbe dato un'audizione più favorevole in un tribunale che non approvava il processo di combattimento e quindi sarebbe stato anche molto più sicuro. Le Gris respinse questo consiglio insistendo sul suo diritto al processo davanti al Parlamento.

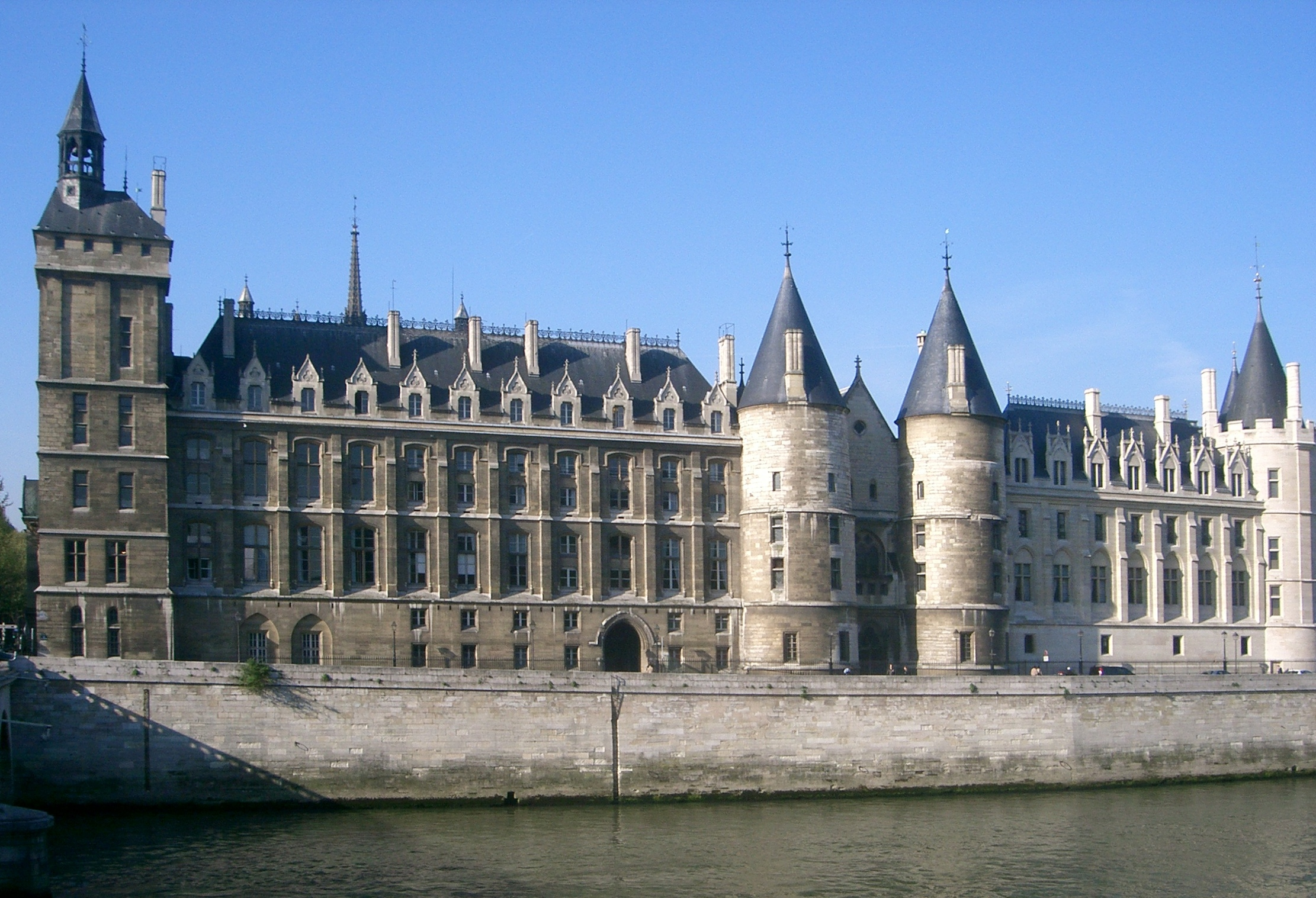
Il palazzo di giustizia di Parigi, dove si svolse il processo.

Il 9 luglio 1386, al Palazzo di giustizia a Parigi i due ricorrenti si affrontarono per la prima volta dal loro scontro ad Argentan diversi mesi prima. Ognuno si avvicinò a sua volta al Parlamento e presentò il proprio caso al Re e al tribunale. Carrouges lanciò il suo guanto di sfida e Le Gris lo raccolse a significare la sua accettazione del duello. Le Gris abbellì anche il suo caso insistendo sul fatto che se fosse stato giudicato innocente, avrebbe fatto causa a Carrouges o alla sua proprietà per 40.000 livre. A seguito delle dichiarazioni, alcuni nobili di alto rango si fecero avanti come secondi nel duello per entrambi, compreso Valerano di Saint-Pol per Carrouges e Filippo di Artois per Le Gris. Dopo aver ascoltato le sfide e le accuse, il parlamento e il re discussero il caso e decisero che si sarebbe tenuta un'udienza completa delle prove dei testimoni per determinare la colpevolezza. Se il caso non si fosse potuto decidere con mezzi normali, si sarebbe tenuto un duello giudiziario per giudicare la disputa, e Dio avrebbe scelto il vincitore.
Durante il processo penale, tutte le figure principali del caso vennero chiamate a testimoniare. Le Gris e Carrouges iniziarono il procedimento e furono seguiti da una Marguerite incinta e almeno da una delle sue ancelle e da Adam Louvel. Come persone di bassa nascita, Louvel e i servi furono tutti sottoposti a torture per testare la veridicità della loro testimonianza, ma nessuno diede prova contro Le Gris e il caso proseguì durante l'estate e fino a settembre senza conclusione. Le Gris usò diverse strategie. Tentò di screditare il suo avversario raccontando l'infame temperamento di Carrouges e descrivendo il caso contro di lui come un'invenzione di un uomo geloso che aveva minacciato di picchiare la moglie se non avesse confermato le accuse. Le Gris fornì poi un alibi per l'intera settimana in questione, stabilendo il suo nascondiglio con una testimonianza sostenuta da molti altri scudieri della corte del conte Pietro. Alla fine tentò di dimostrare in tribunale che per lui era fisicamente impossibile cavalcare d'inverno da Argentan a Capomesnil, dove il crimine avrebbe avuto luogo, in un solo giorno, un viaggio di andata e ritorno di circa 80 chilometri.
Tuttavia, mentre il processo progrediva, le testimonianze a favore di Le Gris subirono diversi colpi. Le incrollabili accuse rivolte a lui da Marguerite e la vergogna che tali accuse le avevano procurato erano, agli occhi della corte, una ragione importante per cui le accuse non erano state inventate. Poi, mentre il processo progrediva, uno degli uomini che forniva l'alibi a Le Gris, di nome Jean Beloteau, fu arrestato a Parigi e accusato di stupro. Questa accusa mise seriamente in crisi la testimonianza di Beloteau e la difesa di Le Gris. Infine, Carrouges stesso offrì una contro testimonianza in tribunale dicendo che un uomo sano e forte con una lunga esperienza di equitazione e una scuderia piena di cavalli come Le Gris avrebbe certamente potuto fare il viaggio di 80 chilometri senza difficoltà, anche tenendo conto della neve.

## Duello di Dio
Di fronte a tali testimonianze in conflitto e incapace di giungere a una conclusione, il 15 settembre il Parlamento annunciò che i due uomini avrebbero combattuto fino alla morte il 27 novembre 1386 per decidere la colpevolezza nel caso. Se Carrouges avesse perso, Marguerite sarebbe stata bruciata sul rogo per falsa testimonianza. In effetti, il duello fu ritardato di un mese dal momento che il re e la sua corte, che comprendeva la maggior parte dei duchi e generali del paese, fu trattenuta in una campagna nelle Fiandre e non poté tornare in tempo. Desideroso di vedere quello che stava rapidamente diventando l'evento della stagione, il re ordinò il rinvio del duello al 29 dicembre in modo che potesse essere presente al suo culmine.
Il giorno stabilito, Le Gris e Carrouges attraversarono Parigi per recarsi all'Abbazia di Saint-Martin-des-Champs nei sobborghi settentrionali della città. Il campo dell'abbazia era stato convertito da campo di giostra in un'arena di legno allestita appositamente per il combattimento, circondata da tribune per gli spettatori e da un palco reale. Ad assistere al duello non erano solo il Re, i suoi zii Duca di Berry, Filippo II di Borgogna e Luigi II di Borbone e suo fratello il Duca di Orléans, ma migliaia di parigini, normanni e francesi in visita a Parigi. Migliaia di persone si erano recate in città nei giorni precedenti il combattimento per assistere allo spettacolo, ma tutti erano stati avvertiti di non aiutare fisicamente i combattenti a pena di morte, né di gridare durante il combattimento pena la perdita di una mano.

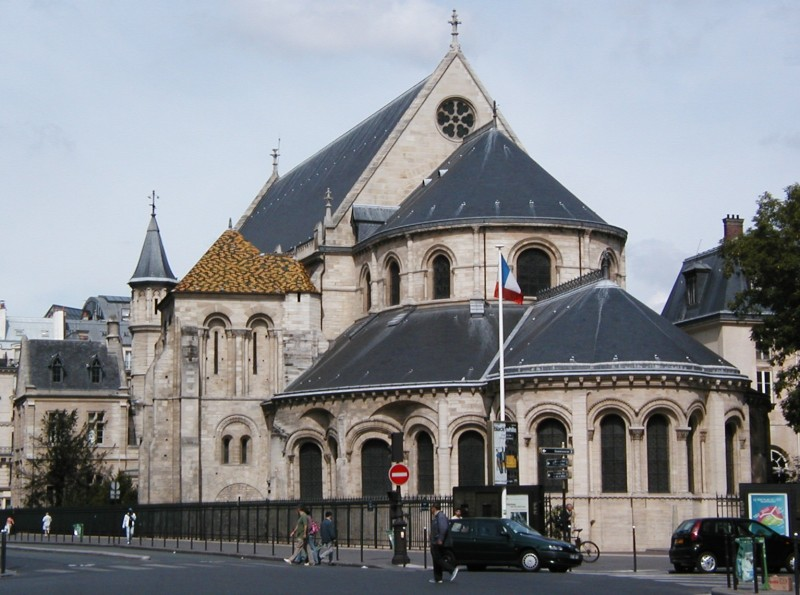
Saint-Martin-des-Champs

Anche se i resoconti legali non descrivono il corso del combattimento, i cronisti contemporanei lasciarono diverse testimonianze della battaglia del giorno. Secondo le cronache, i ricorrenti entrarono in campo per ultimi e davanti a tutti i presenti ripeterono le loro accuse contro l'altro e giurarono garantendo la loro onestà dinanzi al Re, al Parlamento e a Dio. Prima che rimontassero a cavallo, il maresciallo del duello eseguì una breve cerimonia nella quale investì come cavaliere Jacques Le Gris. Questa cerimonia era tradizionale prima della battaglia, ma svolgeva anche un ruolo nel mantenimento della struttura sociale della Francia medievale. Con entrambi gli uomini sullo stesso piano sociale, non ci sarebbe stata la sconfitta di un uomo di grado superiore da parte di uno di grado inferiore. Essendo stato elevato al rango di cavaliere, Sir Jacques riacquistò il suo cavallo e l'arena fu sgomberata. Entrambi i cavalieri erano armati pesantemente, protetti da uno scudo di legno con il loro stemma e da una spessa armatura a piastre, in sella a un robusto cavallo da tiro e brandivano una lancia, avevano una pesante ascia, una lunga spada e il pugnale a lama lunga conosciuto come misericordia.
Al segnale del maresciallo, il silenzio calò sul campo ed entrambi i cavalieri spronarono i loro cavalli e caricarono, con le loro lance che colpirono ciascuna lo scudo dell'altro ma senza causare danni significativi. Ruotando, entrambi colpivano di nuovo, ma non riuscivano a penetrare, segnando colpi sui loro elmi ma rimanendo a cavallo. Per la terza volta, si voltarono e caricarono e di nuovo entrambi colpirono. Questa volta però le lance si frantumarono, facendo esplodere schegge di legno che volarono sull'arena ed entrambi i contendenti vennero quasi disarcionati. Riacquistato il loro equilibrio, i cavalieri si chiusero l'un l'altro con asce da battaglia, sferrando furiosi colpi a due mani. Con l'avanzare della lotta, la forza superiore di Le Gris cominciò ad emergere e Carrouges fu respinto fino a quando con una potente oscillazione l'ascia di Le Gris tagliò la spina dorsale del cavallo di Carrouges. La bestia morente cadde a terra, Carrouges balzò in aria e incontrò la carica di Le Gris con un passo laterale, permettendogli di affondare la sua scure nello stomaco del destriero di Le Gris.
Mentre il suo cavallo vacillava e stramazzava a terra, Le Gris fu gettato via e perse la sua ascia. Imperterrito, si alzò e tirò fuori la lunga spada, girandosi per incontrare Carrouges che stava già avanzando verso di lui, anche lui con la spada puntata. Di nuovo i combattenti si scambiarono colpi, e il cozzare delle loro armi era l'unico suono udito nel silenzio del campo di battaglia. Di nuovo, la forza superiore di Le Gris gli diede un vantaggio, spingendo indietro Carrouges prima di spingere la sua lama nella coscia dell'avversario. Mentre la folla mormorava, Le Gris commise un errore fatale. Ritirando la sua arma, fece un passo indietro per guardare il suo nemico ferito e fu così fuori equilibrio quando il disperato Carrouges si gettò in avanti, lottando con Le Gris a terra e trafiggendolo con la sua lunga spada. Sebbene l'armatura a piastre di Le Gris fosse troppo spessa per permettere all'arma di Carrouges di penetrare, Le Gris era così pesante che non riusciva a rimettersi in piedi mentre Carrouges si protendeva su di lui. Rimasto a terra, Le Gris lottò mentre Carrouges gli si metteva a cavalcioni e usava la sua spada per aprire la serratura della piastra frontale di Le Gris. Mentre la folla osservava in silenzio, Carrouges urlò sulla faccia di Le Gris per fargli confessare il suo crimine prima della morte o affrontare l'Inferno. Le Gris rispose così che tutti potessero sentire: "Nel nome di Dio, e sul pericolo e sulla dannazione della mia anima, sono innocente del crimine". Infuriato, Carrouges estrasse la sua misericordia e la spinse nella gola di Le Gris, uccidendolo all'istante.
Alla morte di Le Gris la folla applaudì e il Re salutò il vincitore con numerosi regali. Carrouges divenne un uomo ricco e famoso per il risultato della sua vittoria, ma nonostante la sua fine Le Gris non fu dimenticato. Subito dopo il duello, il boia di Parigi si fece carico del corpo e lo spogliò dell'armatura e dell'abbigliamento prima di trascinarlo per le strade fino alla gabbia sospesa di Montfaucon. Lì venne appeso, al fianco dei corpi di assassini e ladri, a marcire prima di essere gettato in una fossa comune. Tuttavia, il ricordo di Jacques Le Gris venne tenuto in vita dalla sua famiglia e dai suoi sostenitori per molti anni ancora. Suo figlio, Guillaume Le Gris, pagò più di 200 franchi per le messe per suo padre, "un uomo di nobile memoria", e continuò a pagare somme simili per almeno dieci anni dopo la sua morte. Anche il conte Pietro conservò un buon ricordo del suo consigliere, vendicandosi nel bloccare gli sforzi di Carrouges di acquistare altra terra o espandere la sua influenza in Normandia.

## Eredità
Nei secoli successivi alla morte di Le Gris, il caso divenne un'importante leggenda culturale in Francia. Il duello fu l'ultimo processo per combattimento mai permesso dal Parlamento di Parigi o dai Re di Francia e la colpevolezza o l'innocenza dei suoi partecipanti fu fonte di grande dibattito tra storici e giuristi. Il cronista contemporaneo Jean Froissart non ebbe dubbi sulla colpevolezza di Le Gris, che considerava un villano. Gli scrittori posteriori ebbero una visione diversa, tra cui Grandes Chroniques de France e le opere di Jean de Wavrin, che ripetono con vari dettagli la storia di un altro colpevole che ammette la sua colpevolezza sul letto di morte. Altri famosi scrittori che esaminarono il caso furono Denis Diderot e la sua Encyclopédie e Voltaire in Histoire du Parlement de Paris. Una versione immaginativa della leggenda è stata ripetuta dall'Enciclopedia Britannica fino agli anni 1970.
Più recentemente, diversi giuristi francesi hanno condotto diversi studi legali. Questi generalmente ritengono probabile che Le Gris sia stato il vero colpevole basandosi sulle prove di Marguerite, anche se nessuno, naturalmente, potrebbe dimostrarsi così conclusivo. Un'eccezione importante a questa tendenza fu un libro scritto nel 1890 da un discendente di Le Gris di nome F. White Le Grix, che compì uno sforzo risoluto per difendere il proprio antenato. Più di recente, la storia è stata studiata nell'opera di Eric Jager The Last Duel, che considera Le Gris il probabile violentatore attirando l'interesse di Martin Scorsese, che avrebbe pensato di realizzare un lungometraggio basato sul libro.
Nel 2021 è stato realizzato il film The Last Duel di Ridley Scott.

## Posterità
Il film statunitense-britannico The Last Duel del 2021, adattato (l'omonimo saggio-racconto di Eric Jager, pubblicato nel 2015) e diretto da Ridley Scott, è basato sul conflitto tra Jacques Le Gris e Jean de Carrouges. L'attore americano Matt Damon interpreta il ruolo di Jean de Carrouges, mentre Jacques Le Gris è interpretato da Adam Driver.